# Yosa Buson
(Yosa Buson)
Buson Yosa (与謝蕪村?, Yosa Buson; 1716 – 25 dicembre 1784) è stato un poeta e pittore giapponese.
È considerato uno dei poeti rappresentativi dell'haiku, insieme a Matsuo Bashō, Kobayashi Issa e Masaoka Shiki.

## Biografia
Taniguchi Buson nasce nel villaggio di Kema, nella provincia di Settsu (oggi Kema-chō, Miyakojima-ku nella città di Osaka), probabilmente figlio illegittimo di un capo villaggio e della serva di quest'ultimo.
All'età di vent'anni, si trasferisce ad Edo (l'odierna Tokyo) per studiare poesia haikai con l'anziano maestro Hayano Hajin. Alla morte di quest'ultimo, si trasferì nella provincia di Shimo-Usa (oggi Prefettura di Ibaraki e, seguendo le orme del suo idolo Bashō, si recò nei territori selvaggi nel nord dell'isola di Honshū, dove il celebre haijin era stato ispirato per la sua opera Oku no Hosomichi ("L'angusta via il profondo nord"). Gli appunti di questo viaggio sono pubblicati nel 1744, sotto il nome Buson.
Il suo curriculum artistico non è chiarissimo, anche se pare certo che studiò come autodidatta i capolavori classici cinesi delle dinastie Ming e Yüan e subì l'influenza degli artisti Hyakusen e Itchô.
Viaggiò poi per molte altre zone del Giappone, fra cui Tango (la parte settentrionale dell'odierna Prefettura di Kyoto) e Sanuki (l'odierna Prefettura di Kagawa, sull'isola Shikoku). Si stabilì a Kyōto ormai quarantaduenne, iniziando a firmarsi con il cognome Yosa, forse ispirato al nome del villaggio natale della madre.
Si sposò tre anni dopo, ed ebbe una figlia, di nome Kuno. Non si spostò più da Kyoto, dove rimase a scrivere ed a insegnare poesia presso il Sumiya.
Intorno ai cinquant'anni subì l'influenza della scuola Nan-p'in e subito dopo elaborò un proprio stile romantico sia nella pittura sia nella poesia.
Si specializzò in una lunga serie di soggetti, dagli animali agli elementi della natura, alternando grandi paraventi a piccoli quadri tendenti a descrivere le sue poesie.
Nel 1770 assunse il titolo di Yahantei, lo pseudonimo che utilizzava il suo maestro Hayano.

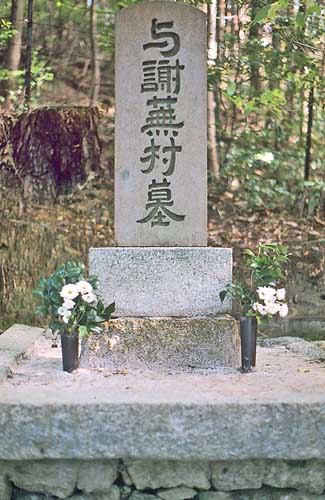
La tomba di Yosa Buson a Kyōto

Morì all'età di 68 anni il 25 dicembre del 1784. La sua tomba è a Kyoto, al Konpuku-ji.

## Opere
Tra le sue opere sopravvissute, alcune hanno raggiunto l'apice della fama, come ad esempio Jû ben jû gi ("I dieci vantaggi e i dieci godimenti della vita rurale"), realizzata su carta intorno al 1771 con l'inchiostro e una lieve colorazione. Le pitture si ispirarono alle poesie di Li LI-wêng, della dinastia Ch'ing e si caratterizzarono per l'atmosfera agreste. Un altro capolavoro di Buson fu Chikukei Ho-in ("In visita ad un eremitaggio in zona montana ricoperta di bambù), dipinto a colori su seta raffigurante un ragazzo che cammina lungo uno steccato formato da bambù a protezione di una casa.
Anche le sue liriche affrontarono soprattutto le tematiche della natura e della esistenza umana e raggiunsero un buon livello letterario grazie alla forza descrittiva e al realismo delle immagini.
Le sue composizioni riprendono spunti tradizionali già dibattuti (la natura, le cose) introducendone anche di nuovi. Ogni poesia risente della sua personalità, che si immedesima totalmente nell'atmosfera evocata, ben altra cosa del distacco Zen di Bashō. Esperto dominatore dell'espressione lirica, Yosa Buson, risulta a tratti un po' manierato.